# Ovite Ace Lepou
Ovite Ace Lepou (9 dicembre 1978) è un ex calciatore samoano americano, di ruolo difensore.